# Belgische kampioenschappen atletiek 1957
In 1957 vonden de Belgische kampioenschappen atletiek Alle Categorieën, voor zowel de mannen als de vrouwen, plaats op 3 en 4 augustus in Brussel.

## Uitslagen
| Atleet             | Prestatie   | Onderdeel            | Atlete               | Prestatie |
| ------------------ | ----------- | -------------------- | -------------------- | --------- |
| Jacques Vercruysse | 10,8 s      | 100 m                | Hélène Joye          | 13,3 s    |
| Jacques Vercruysse | 22,0 s      | 200 m                | Hélène Joye          | 26,9 s    |
| Roger Moens        | 48,2 s      | 400 m                | Marie-Louise Wirix   | 62,3 s    |
| Roger Moens        | 1.49,6      | 800 m                | Maria Kessels        | 2.24,5    |
| Daniël Allewaert   | 3.52,4      | 1500 m               |                      |           |
| Jean Van Hoof      | 14.43,6     | 5000 m               | -                    | -         |
| Piet De Pauw       | 31.27,4     | 10.000 m             | -                    | -         |
| -                  | -           | 80 m horden          | Hilde De Cort        | 12,5 s    |
| Georges Salmon     | 15,2 s      | 110 m horden         | -                    | -         |
| Marcel Lambrechts  | 24,5 s (NR) | 200 m horden         | -                    | -         |
| Marcel Lambrechts  | 55,0 s      | 400 m horden         | -                    | -         |
| Hedwig Leenaert    | 9.07,4      | 3000 m steeple       | -                    | -         |
| René Jungers       | 1,85 m      | hoogspringen         | Lieve Brijs          | 1,47 m    |
| Jacques Pirlot     | 4,10 m      | polsstokhoogspringen | -                    | -         |
| Georges Salmon     | 7,04 m      | verspringen          | Dorette Van de Broek | 5,05 m    |
| Felix Uyttenbroeck | 13,68 m     | hink-stap-springen   | -                    | -         |
| Edouard Vandezande | 14,63 m     | kogelstoten          | Simone Saenen        | 12,38 m   |
| Georges De Jonghe  | 43,64 m     | discuswerpen         | Simone Saenen        | 39,26 m   |
| Guy Van Zeune      | 60,40 m     | speerwerpen          | Olga De Ceuster      | 35,57 m   |
| Henri Haest        | 50,85 m     | hamerslingeren       | -                    | -         |

1889 · 
1890 · 
1891 · 
1892 · 
1893 · 
1894 · 
1895 · 
1896 · 
1897 · 
1898 · 
1899 · 
1900 · 
1901 · 
1902 · 
1903 · 
1904 · 
1905 · 
1906 ·
1907 ·
1908 · 
1909 · 
1910 · 
1911 · 
1912 · 
1913 · 
1914 · 
1919 · 
1920 · 
1921 · 
1922 · 
1923 · 
1924 · 
1925 · 
1926 · 
1927 · 
1928 · 
1929 · 
1930 · 
1931 · 
1932 · 
1933 · 
1934 · 
1935 · 
1936 · 
1937 · 
1938 · 
1939 · 
1940 · 
1941 · 
1942 · 
1943 · 
1944 · 
1945 · 
1946 · 
1947 · 
1948 · 
1949 · 
1950 · 
1951 · 
1952 · 
1953 · 
1954 · 
1955 · 
1956 · 
1957 · 
1958 · 
1959 · 
1960 · 
1961 · 
1962 · 
1963 · 
1964 · 
1965 · 
1966 · 
1967 · 
1968 · 
1969 · 
1970 · 
1971 · 
1972 · 
1973 · 
1974 · 
1975 · 
1976 · 
1977 · 
1978 · 
1979 · 
1980 · 
1981 · 
1982 · 
1983 · 
1984 · 
1985 · 
1986 · 
1987 · 
1988 · 
1989 · 
1990 · 
1991 · 
1992 · 
1993 · 
1994 ·
1995 · 
1996 · 
1997 · 
1998 · 
1999 · 
2000 · 
2001 · 
2002 · 
2003 · 
2004 · 
2005 · 
2006 · 
2007 · 
2008 · 
2009 · 
2010 · 
2011 · 
2012 · 
2013 · 
2014 · 
2015 · 
2016 · 
2017 · 
2018 · 
2019 · 
2020 · 
2021 · 
2022 · 
2023 · 
2024